# Тсу-Тина 145
Тсу-Тина 145 (англ. Tsuu T'ina Nation 145) — индейская резервация атабаскоязычного индейского племени сарси, входившего в конфедерацию черноногих. Находится на юге канадской провинции Альберта.

## История

### Создание резервации
В начале миграции сарси на  север Великих Равнин между ними и черноногими установились очень дружеские отношения, наиболее близки они стали с кайна и сиксиками.
В середине сентября 1877 года представители канадского правительства прибыли для заключения договора с народами канадских прерий, от племён присутствовали — сарси, сиксики, кайна, северные пиеганы и стони. Индейцам изложили условия предлагаемого договора — они должны были позволить белым жить на их территориях, взамен им будет выделены резервации и оказана помощь в ведении сельского хозяйства. Вождь сарси, Бычья Голова, не высказал каких-либо особых требований, в результате переговоров племени была предоставлена территория около города Калгари.

### Кольцевая дорога
Близость резервации к городу Калгари привела к спору из-за планов последнего построить западный отвод кольцевой дороги через земли сарси с тем, чтобы не затрагивать экологически уязвимые территории. Референдум, проведённый в племени в 2009 году, привёл к отклонению плана прокладывания дороги. С другой стороны, планы племени построить казино в непосредственной близости от города вызвали недовольство горожан, озабоченных возможностью увеличения движения в этой части города.
В 2011 году переговоры о местонахождении трассы возобновились. 24 октября 2013 года состоялся новый референдум на котором большинство членов племени поддержало новое соглашение о кольцевой дороге.

### Вандализм против племени
В 2013 году знамя племени было украдено из резиденции главы города Редвуд-Медоуз, расположенного на территории резервации. Осквернённый вандалами флаг позже был обнаружен мэром, Джоном Уэлшем, на своей лужайке.

## География
Резервация расположена в области Калгари и на востоке граничит с городом Калгари. Её территория составляет 283.14 км².

## Демография
В 2011 году в резервации проживало 2 052 человека. Плотность населения была 7,2 человека на квадратный километр. Предыдущие переписи: 1996 г. — 1 509 чел., 2001 г. — 1 982 человека.